# Тупеево
Тупеево (баш. Тыпый) — деревня в Илишевском районе Республики Башкортостан Российской Федерации. Входит в состав Урметовского сельсовета. Живут башкиры (2002).

## География
Расположено на рр. Большие Гурды и Маты (бассейн р. Сюнь), в 25 км к юго-западу от райцентра и в 110 км к северо-западу от ж.‑д. ст. Буздяк.

### Географическое положение
Расстояние до:
- районного центра (Верхнеяркеево): 25 км,
- ближайшей ж/д станции (Буздяк): 110 км.

## Название
По имени первопоселенца Тыпыя Безергенова.

## История
Основано башкирами Киргизской волости Казанской дороги на собственных землях.
Административный центр упразднённого в 2008 году Тупеевского сельсовета.
По некоторым данным, переселенцы из Тупеево стали основателями деревень Черемшанка и Черноречка в Заларинском районе Иркутской области в 1909—1910 гг.

## Население
| 2002 | 2009 | 2010 |
| ---- | ---- | ---- |
| 506  | ↘446 | ↘415 |

### Историческая численность населения
В 1795—232 человека, в 1865 в 225 дворах — 1124 человека, в 1906 1722 чел., в 1920—1933, в 1939—1514, в 1959—832, в 1989—555, в 2002—506, в 2010—415.

### Национальный состав
Согласно переписи 2002 года, преобладающая национальность — башкиры (92 %).
По договорам о припуске поселялись: мишари (с 1620 года), ясачные татары (с 1749), тептяри (между 1762 и 1783).

## Инфраструктура
Личное подсобное хозяйство с зоной сельскохозяйственного использования, индивидуальная застройка усадебного типа.
Основа экономики — сельское хозяйство. Занимались скотоводством, земледелием, пчеловодством. Действовал колхоз имени В. И. Ленина, в 2006-13 — СПК «Урмет».
Действуют ООШ д. Тупеево, Тупеевский фельдшерско-акушерский пункт, клуб, библиотека. В 1906 году — 3 мечети, медресе, кузница, 2 водяные мельницы, 2 бакалейные лавки, хлебозапасный магазин, хлебоприёмный пункт.

## Транспорт
Автобусное сообщение с райцентром. Остановка общественного транспорта «Тупеево».

## Религия
В деревне есть мечеть.

## Достопримечательности
В центре Тупеево установлен мемориал землякам-участникам Великой Отечественной войны.

## Известные уроженцы
- Поварисов, Суфиян Шамсутдинович (1924—2016) — советский и российский татарский писатель и учёный-филолог, народный писатель Башкортостана.
- Сираев, Габдрахман Хусаенович (1922—2004) — советский хозяйственный, государственный и политический деятель[2].